# Фридрих Готлоб Якоб фон дер Шуленбург
Фридрих Готлоб Якоб фон дер Шуленбург (на немски: Friedrich Gottlob Jacob Graf von der Schulenburg; * 5 март 1818; † 1893) е граф от клон „Бялата линия“ на род „фон дер Шуленбург“ от Алтенхаузен в Алтмарк в Саксония-Анхалт.
Той е най-малкият син (от петте сина) на граф Август Карл Якоб фон дер Шуленбург (1764 – 1838) и втората му съпруга Мария Луиза фон Клайст (1772 – 1827). Братята му са Густав Адолф Матиас Александер фон дер Шуленбург (1793 – 1855), Вилхелм Леополд фон дер Шуленбург (1801 – 1855), Хайнрих Фердинанд фон дер Шуленбург (1804 – 1839) и Бернхард Август фон дер Шуленбург (1809 – 1872).

## Фамилия
Фридрих Готлоб Якоб фон дер Шуленбург се жени за фрайин Паулина Каролина Вилхелмина Леополдина фон Мейерн-Хоенберг (* 1820; † 15 ноември 1899, Хоенберг). Те имат една дъщеря:
- Елизабет Августа Фридерика Агнета фон дер Шуленбург (* 2 август 1859, Хоенберг; † 17 март 1906, дворец Домнау). омъжена за граф Натанго Леополд Вайдевут фон Калнайн (* 24 март 1846, Кьонигсберг в Прусия; † 22 февруари 1927, дворец Домнау)